# Associazione Sportiva Giovanile Nocerina 2010-2011
Questa pagina raccoglie le informazioni riguardanti l'Associazione Sportiva Giovanile Nocerina nelle competizioni ufficiali della stagione 2010-2011.

## Stagione
Nella stagione 2010-2011 la Nocerina allenata da Gaetano Auteri disputa e vince il girone B del campionato di Lega Pro Prima Divisione e viene promossa in Serie B direttamente, la seconda promossa è la Juve Stabia che ha vinto i Play-off. inoltre, a fine stagione, ha vinto pure la Supercoppa di Lega di Prima Divisione battendo nel doppio confronto il Gubbio vincitore del girone A di Prima Divisione. Anche nella Coppa Italia di Lega Pro la squadra rossonera percorre un buon tratto di strada, vincendo il girone L di qualificazione, poi nel primo turno eliminatorio ha superato il Benevento, nel secondo turno supera la Cavese, nel girone C del terzo turno elimina dal torneo il San Marino e l'Atletico Roma, poi la Nocerina viene battuta in semifinale nel doppio confronto dal Carpi.

## Divise e sponsor
Lo sponsor tecnico per la stagione 2010-2011 è Givova, mentre gli sponsor ufficiali sono Alfa Recupero Crediti e Savenergy Group.
| Casa | Trasferta | Terza divisa |

## Organigramma societario
Di seguito sono riportati i membri dello staff della Nocerina.
Area direttiva
- Presidente: Giovanni Citarella
- Segretario generale: Bruno Iovino

Area tecnica
- Direttore sportivo: Ivano Pastore
- Allenatore: Gaetano Auteri
- Allenatore in seconda: Loreno Cassia
- Preparatore portieri: Luca Gentili

## Rosa
La rosa della Nocerina nella stagione 2010-2011.
| N. |                   | Ruolo | Calciatore         |
| -- | ----------------- | ----- | ------------------ |
|    | Italia (bandiera) | P     | Luigi Amabile      |
|    | Italia (bandiera) | P     | Piergraziano Gori  |
|    | Italia (bandiera) | D     | Gaetano Carrieri   |
|    | Italia (bandiera) | D     | Ciro De Franco     |
|    | Italia (bandiera) | D     | Roberto Di Maio    |
|    | Italia (bandiera) | D     | Liberato Filosa    |
|    | Italia (bandiera) | D     | Alessandro Nigro   |
|    | Italia (bandiera) | D     | Marco Pomante      |
|    | Italia (bandiera) | D     | Stefano Riccio     |
|    | Italia (bandiera) | D     | Andrea Servi       |
|    | Italia (bandiera) | C     | Riccardo Bolzan    |
|    | Italia (bandiera) | C     | Alessandro Bruno   |
|    | Italia (bandiera) | C     | Giovanni Cavallaro |

| N. |                   | Ruolo | Calciatore           |
| -- | ----------------- | ----- | -------------------- |
|    | Italia (bandiera) | C     | Vincenzo De Liguori  |
|    | Italia (bandiera) | C     | Raffaele De Martino  |
|    | Italia (bandiera) | C     | Massimiliano Marsili |
|    | Italia (bandiera) | C     | Marco Pepe (I)       |
|    | Italia (bandiera) | C     | Nicola Petrilli      |
|    | Italia (bandiera) | C     | Paolo Sardo          |
|    | Italia (bandiera) | C     | Manuel Scalise       |
|    | Italia (bandiera) | A     | Luigi Castaldo       |
|    | Italia (bandiera) | A     | Emanuele Catania     |
|    | Italia (bandiera) | A     | Salvatore Galizia    |
|    | Italia (bandiera) | A     | Maikol Negro         |
|    | Italia (bandiera) | A     | Francesco Ripa       |

## Calciomercato
Di seguito sono riportati i trasferimenti del calciomercato 2010-2011 della Nocerina.

### Sessione estiva (dal 1º/7 al 31/8)
| Acquisti | Acquisti             | Acquisti   | Acquisti   |
| R.       | Nome                 | da         | Modalità   |
| -------- | -------------------- | ---------- | ---------- |
| P        | Piergraziano Gori    | Benevento  | definitivo |
| P        | Pietro Terracciano   | Avellino   | definitivo |
| D        | Riccardo Bolzan      | Taranto    | definitivo |
| D        | Ciro De Franco       | Catanzaro  | definitivo |
| D        | Roberto Di Maio      | Catanzaro  | definitivo |
| D        | Liberato Filosa      | Marcianise | definitivo |
| D        | Alessandro Nigro     | Siracusa   | definitivo |
| D        | Marco Pomante        | Pescara    | prestito   |
| D        | Manuel Scalise       | Olbia      | definitivo |
| D        | Andrea Servi         | Pro Vasto  | definitivo |
| C        | Alessandro Bruno     | Catanzaro  | definitivo |
| C        | Vincenzo De Liguori  | Benevento  | definitivo |
| C        | Massimiliano Marsili | Cosenza    | definitivo |
| C        | Marco Pepe           | Scafatese  | definitivo |
| C        | Paolo Sardo          | Rosarno    | definitivo |
| A        | Luigi Castaldo       | Benevento  | definitivo |
| A        | Emanuele Catania     | Potenza    | definitivo |
| A        | Salvatore Galizia    | Marcianise | definitivo |
| A        | Maikol Negro         | Catania    | definitivo |

| Cessioni | Cessioni                 | Cessioni              | Cessioni      |
| R.       | Nome                     | a                     | Modalità      |
| -------- | ------------------------ | --------------------- | ------------- |
| P        | Francesco Franzese       |                       |               |
| P        | Pietro Terracciano       | Milazzo               | definitivo    |
| D        | Luigi Cuomo              | Paganese              | definitivo    |
| D        | Antonello Giorgano       | Real Nocera Superiore | definitivo    |
| D        | Ferdinando Giuliano      | Isernia               | definitivo    |
| D        | Mathew Olorunleke        |                       | svincolato    |
| D        | Simone Sannibale         | Lazio                 | fine prestito |
| C        | Alfonso Camorani         | Pescara               | fine prestito |
| C        | Francesco Giraldi        | L'Aquila              | prestito      |
| C        | Gaetano Iannini          | Casale                | definitivo    |
| C        | Daniel Alfredo Margarita | Grosseto              | fine prestito |
| C        | Carmine Polichetti       | Real Nocera Superiore | definitivo    |
| C        | Giovanni Serrapica       | Civitanovese          | definitivo    |
| C        | Salvatore Vicari         |                       | svincolato    |
| A        | Ibrahim Babatunde        |                       | svincolato    |
| A        | Roberto Palumbo          | Civitanovese          | definitivo    |
| A        | Luigi Rana               | Bari                  | fine prestito |

### Sessione invernale (dal 3/1 al 31/1)
| Acquisti | Acquisti            | Acquisti   | Acquisti   |
| R.       | Nome                | da         | Modalità   |
| -------- | ------------------- | ---------- | ---------- |
| D        | Gaetano Carrieri    | Torino     | prestito   |
| C        | Raffaele De Martino |            | svincolato |
| A        | Francesco Ripa      | Pro Patria | definitivo |
| A        | Nicola Petrilli     |            | svincolato |

| Cessioni | Cessioni | Cessioni | Cessioni |
| R.       | Nome     | a        | Modalità |
| -------- | -------- | -------- | -------- |

## Risultati

### Lega Pro Prima Divisione

#### Girone di andata
| Arbitro: | Merlino (Udine) |

|              |           |                 |
| Gimmelli 43’ | Marcatori | 75’ L. Castaldo |

| Nocera Inferiore 29 agosto 2010, ore 16:00 CEST 2ª giornata | Nocerina                     | 0 – 0 referto | Cavese | Stadio San Francesco d'Assisi (4.500 spett.)\| Arbitro: \| Del Giovane (Albano Laziale) \| |
| Arbitro:                                                    | Del Giovane (Albano Laziale) |               |        |                                                                                            |

| Arbitro: | Sguizzato (Verona) |

|             |           |             |
| Pintori 84’ | Marcatori | 15’ Di Maio |

| Arbitro: | Peretti (Verona) |

|                           |           |                |
| Cavallaro 11’ Catania 13’ | Marcatori | 83’ Caccavallo |

| Arbitro: | Pasqua (Tivoli) |

|                             |           |                |
| L. Castaldo 64’ Galizia 90’ | Marcatori | 75’ Longobardi |

| Arbitro: | Penno (Nichelino) |

|                            |           |  |
| Mancino 14’ De Angelis 47’ | Marcatori |  |

| Arbitro: | Alosi (Avezzano) |

|                 |           |  |
| L. Castaldo 75’ | Marcatori |  |

| Arbitro: | Bietolini (Firenze) |

|                              |           |                            |
| Franchini 33’ D. Ciofani 66’ | Marcatori | 25’ Catania 48’, 54’ Negro |

| Arbitro: | Mariani (Aprilia) |

|                  |           |             |
| Catania 12’, 52’ | Marcatori | 47’ De Rose |

| Arbitro: | Ros (Pordenone) |

|  |           |                            |
|  | Marcatori | 7’, 53’ Catania 82’ Filosa |

| Arbitro: | Gavillucci (Latina) |

|                 |           |  |
| L. Castaldo 40’ | Marcatori |  |

| Lucca 8 novembre 2010, ore 20:45 CET 12ª giornata | Lucchese         | 0 – 0 referto | Nocerina | Stadio Porta Elisa (2.051 spett.)\| Arbitro: \| Fabbri (Ravenna) \| |
| Arbitro:                                          | Fabbri (Ravenna) |               |          |                                                                     |

| Arbitro: | Bolano (Livorno) |

|                        |           |                       |
| Fabbro 9’ Albadoro 64’ | Marcatori | 45’ Negro 51’ Catania |

| Arbitro: | Santonocito (Abbiategrasso) |

|                                |           |               |
| L. Castaldo 17’ Negro 25’, 64’ | Marcatori | 90+2’ Salamon |

| Arbitro: | Pairetto (Nichelino) |

|  |           |             |
|  | Marcatori | 39’ Marsili |

| Arbitro: | Bietolini (Firenze) |

|               |           |  |
| Di Maio 90+5’ | Marcatori |  |

| Arbitro: | Tidona (Torino) |

|                   |           |                            |
| F. Di Gennaro 87’ | Marcatori | 33’ Bolzan 50’ L. Castaldo |

#### Girone di ritorno
| Arbitro: | Albertini (Ascoli Piceno) |

|                                      |           |                         |
| Negro 6’ Catania 47’ L. Castaldo 67’ | Marcatori | 24’ Passiglia 36’ Miani |

| Arbitro: | Gavillucci (Latina) |

|  |           |                           |
|  | Marcatori | 19’ Negro 36’ L. Castaldo |

| Arbitro: | Viti (Campobasso) |

|                           |           |                                     |
| Negro 7’, 16’ Marsili 23’ | Marcatori | 13’ Pintori 38’ Signorini 68’ Bueno |

| Arbitro: | Mariani (Aprilia) |

|            |           |                                |
| Geroni 71’ | Marcatori | 19’ L. Castaldo 52’ De Liguori |

| Arbitro: | Saia (Palermo) |

|  |           |             |
|  | Marcatori | 13’ Pomante |

| Nocera Inferiore 13 febbraio 2011, ore 14:30 CET 23ª giornata | Nocerina            | 0 – 0 referto | Siracusa | Stadio San Francesco d'Assisi (4.200 spett.)\| Arbitro: \| Di Bello (Brindisi) \| |
| Arbitro:                                                      | Di Bello (Brindisi) |               |          |                                                                                   |

| Arbitro: | Irrati (Pistoia) |

|  |           |           |
|  | Marcatori | 73’ Negro |

| Arbitro: | Abbattista (Molfetta) |

|                            |           |               |
| De Liguori 27’ Catania 57’ | Marcatori | 45’ Franchini |

| Arbitro: | Ros (Pordenone) |

|            |           |           |
| Essabr 65’ | Marcatori | 21’ Negro |

| Arbitro: | Bellotti (Verona) |

|          |           |  |
| Negro 9’ | Marcatori |  |

| Arbitro: | Coccia (San Benedetto del Tronto) |

|                                |           |              |
| Catania 24’ (aut.) Rantier 51’ | Marcatori | 27’ Petrilli |

| Arbitro: | Rocca (Vibo Valentia) |

|                             |           |               |
| L. Castaldo 2’ Petrilli 90’ | Marcatori | 81’ Taddeucci |

| Arbitro: | Tidona (Torino) |

|             |           |                        |
| Catania 50’ | Marcatori | 7’ Albadoro 36’ Corona |

| Arbitro: | Bolano (Livorno) |

|  |           |             |
|  | Marcatori | 52’ Pomante |

| Arbitro: | Aureliano (Bologna) |

|                                     |           |            |
| Cavallaro 43’ Servi 80’ Galizia 90’ | Marcatori | 53’ Coresi |

| Arbitro: | Vallesi (Ascoli Piceno) |

|                          |           |            |
| Scopelliti 45’ Cunzi 71’ | Marcatori | 3’ Galizia |

| Arbitro: | Verdenelli (Foligno) |

|              |           |             |
| Petrilli 35’ | Marcatori | 87’ Colussi |

### Coppa Italia Lega Pro

#### Fase eliminatoria a gironi
| Arbitro: | Abbattista (Molfetta) |

|                                                              |           |                            |
| Castaldo 21’ Cavallaro 22’ Galizia 31’ (rig.), 88’ Servi 66’ | Marcatori | 35’ Mangiacasale 47’ Mitra |

| Arbitro: | De Meo (Foggia) |

|                                                     |           |                  |
| Del Sorbo 6’, 60’ Alassani 27’ Perricone 57’ (aut.) | Marcatori | 23’, 55’ Catania |

| Arbitro: | Di Paolo (Avezzano) |

|                                                             |           |  |
| Castaldo 6’, 42’ (rig.) Pomante 31’ Catania 39’ Medugno 49’ | Marcatori |  |

| Arbitro: | Di Ciommo (Venosa) |

|                             |           |                                    |
| Vicentini 31’ Di Matteo 75’ | Marcatori | 16’ Negro 29’ Lettieri 89’ Marsili |

#### Fase 1 ad eliminazione diretta

##### Primo turno
| Arbitro: | Marini (Roma) |

|  |           |                                |
|  | Marcatori | 14’ Pepe 27’ Negro 28’ Galizia |

##### Secondo turno
| Arbitro: | Adducci (Paola) |

|                     |           |                 |
| Pepe 9’ Galizia 17’ | Marcatori | 34’ Santaniello |

##### Terzo Turno
| Arbitro: | Benassi (Bologna) |

|            |           |                                  |
| Cesca 85.’ | Marcatori | 11’ (rig.) Cavallaro 40’ Galizia |

| Arbitro: | De Benedictis (Bari) |

|                                       |           |                             |
| Castaldo 9’ Marsili 60’ Cavallaro 84’ | Marcatori | 35’ Miglietta 46’ Chiaretti |

#### Fase ad eliminazione diretta

##### Semifinale
| Arbitro: | Bietolini (Firenze) |

|  |           |             |
|  | Marcatori | 18’ Galizia |

| Arbitro: | Pasqua (Tivoli) |

|                      |           |                      |
| Cavallaro 82’ (rig.) | Marcatori | 54’ Cesca 68’ Cioffi |

### Supercoppa di Lega di Prima Divisione

#### Finale
| Arbitro: | Bindoni (Venezia) |

|          |           |               |
| Daud 70’ | Marcatori | 90+3’ Marsili |

| Arbitro: | Borrielo (Mantova) |

|                 |           |  |
| L. Castaldo 85’ | Marcatori |  |

## Statistiche

### Statistiche di squadra
| Competizione                          | Punti | In casa | In casa | In casa | In casa | In casa | In casa | In trasferta | In trasferta | In trasferta | In trasferta | In trasferta | In trasferta | Totale | Totale | Totale | Totale | Totale | Totale | DR  |
| Competizione                          | Punti | G       | V       | N       | P       | Gf      | Gs      | G            | V            | N            | P            | Gf           | Gs           | G      | V      | N      | P      | Gf     | Gs     | DR  |
| ------------------------------------- | ----- | ------- | ------- | ------- | ------- | ------- | ------- | ------------ | ------------ | ------------ | ------------ | ------------ | ------------ | ------ | ------ | ------ | ------ | ------ | ------ | --- |
| Lega Pro Prima Divisione              | 72    | 17      | 12      | 4       | 1       | 28      | 15      | 17           | 9            | 5            | 3            | 23           | 15           | 34     | 21     | 9      | 4      | 51     | 30     | +21 |
| Coppa Italia Lega Pro                 | 9+6   | 5       | 4       | 0       | 1       | 16      | 7       | 5            | 4            | 0            | 1            | 11           | 7            | 10     | 8      | 0      | 2      | 27     | 14     | +13 |
| Supercoppa di Lega di Prima Divisione | -     | 1       | 1       | 0       | 0       | 1       | 0       | 1            | 0            | 1            | 0            | 1            | 1            | 2      | 1      | 1      | 0      | 2      | 1      | +1  |
| Totale                                | -     | 23      | 17      | 4       | 2       | 45      | 22      | 23           | 13           | 6            | 4            | 35           | 23           | 46     | 30     | 10     | 6      | 80     | 45     | +35 |

### Statistiche dei giocatori
Sono in corsivo i calciatori che hanno lasciato la società a stagione in corso.
| Giocatore     | Lega Pro Prima Divisione | Lega Pro Prima Divisione | Lega Pro Prima Divisione | Lega Pro Prima Divisione | Coppa Italia Lega Pro | Coppa Italia Lega Pro | Coppa Italia Lega Pro | Coppa Italia Lega Pro | Supercoppa di Lega di Prima Divisione | Supercoppa di Lega di Prima Divisione | Supercoppa di Lega di Prima Divisione | Supercoppa di Lega di Prima Divisione | Totale   | Totale | Totale      | Totale     |
| Giocatore     | Presenze                 | Reti                     | Ammonizioni              | Espulsioni               | Presenze              | Reti                  | Ammonizioni           | Espulsioni            | Presenze                              | Reti                                  | Ammonizioni                           | Espulsioni                            | Presenze | Reti   | Ammonizioni | Espulsioni |
| ------------- | ------------------------ | ------------------------ | ------------------------ | ------------------------ | --------------------- | --------------------- | --------------------- | --------------------- | ------------------------------------- | ------------------------------------- | ------------------------------------- | ------------------------------------- | -------- | ------ | ----------- | ---------- |
| L. Amabile    | 2                        | -3                       | 0                        | 0                        | 8                     | -10                   | ?                     | ?                     | -                                     | -                                     | -                                     | -                                     | 10       | -13    | 0+          | 0+         |
| R. Bolzan     | 32                       | 1                        | 5                        | 0                        | 4                     | 0                     | ?                     | ?                     | 2                                     | 0                                     | 0                                     | 0                                     | 38       | 1      | 5+          | 0+         |
| A. Bruno      | 27                       | 0                        | 3                        | 0                        | 5                     | 0                     | ?                     | ?                     | 2                                     | 0                                     | 0                                     | 0                                     | 34       | 0      | 3+          | 0+         |
| G. Carrieri   | 3                        | 0                        | 1                        | 0                        | -                     | -                     | -                     | -                     | 1                                     | 0                                     | 0                                     | 0                                     | 4        | 0      | 1           | 0          |
| L. Castaldo   | 31                       | 10                       | 3                        | 0                        | 5                     | 4                     | ?                     | ?                     | 2                                     | 1                                     | 1                                     | 0                                     | 38       | 15     | 4+          | 0+         |
| E. Catania    | 29                       | 10                       | 4                        | 0                        | 5                     | 3                     | ?                     | ?                     | 2                                     | 0                                     | 0                                     | 0                                     | 36       | 13     | 4+          | 0+         |
| G. Cavallaro  | 22                       | 1                        | 2                        | 0                        | 6                     | 4                     | ?                     | ?                     | -                                     | -                                     | -                                     | -                                     | 28       | 5      | 2+          | 0+         |
| C. De Franco  | 30                       | 0                        | 5                        | 1                        | 2                     | 0                     | ?                     | ?                     | 2                                     | 0                                     | 0                                     | 0                                     | 34       | 0      | 5+          | 1+         |
| V. De Liguori | 31                       | 2                        | 5                        | 0                        | 1                     | 0                     | ?                     | ?                     | 1                                     | 0                                     | 0                                     | 0                                     | 33       | 2      | 5+          | 0+         |
| R. De Martino | 3                        | 0                        | 0                        | 0                        | 2                     | 0                     | ?                     | ?                     | -                                     | -                                     | -                                     | -                                     | 5        | 0      | 0+          | 0+         |
| R. Di Maio    | 28                       | 2                        | 7                        | 0                        | 1                     | 0                     | ?                     | ?                     | 1                                     | 0                                     | 1                                     | 0                                     | 30       | 2      | 8+          | 0+         |
| L. Filosa     | 11                       | 1                        | 2                        | 0                        | 2                     | 0                     | ?                     | ?                     | -                                     | -                                     | -                                     | -                                     | 13       | 1      | 2+          | 0+         |
| S. Galizia    | 18                       | 3                        | 1                        | 0                        | 8                     | 5                     | ?                     | ?                     | -                                     | -                                     | -                                     | -                                     | 26       | 8      | 1+          | 0+         |
| P. Gori       | 32                       | -27                      | 3                        | 0                        | 1                     | -4                    | ?                     | ?                     | 2                                     | -1                                    | 0                                     | 0                                     | 35       | -32    | 3+          | 0+         |
| M. Marsili    | 22                       | 2                        | 2                        | 0                        | 8                     | 2                     | ?                     | ?                     | 2                                     | 1                                     | 1                                     | 0                                     | 32       | 5      | 3+          | 0+         |
| M. Negro      | 24                       | 12                       | 2                        | 0                        | 2                     | 2                     | ?                     | ?                     | 2                                     | 0                                     | 0                                     | 0                                     | 28       | 14     | 2+          | 0+         |
| A. Nigro      | 27                       | 0                        | 7                        | 0                        | 7                     | 0                     | ?                     | ?                     | 1                                     | 0                                     | 1                                     | 0                                     | 35       | 0      | 8+          | 0+         |
| M. Pepe (I)   | 2                        | 0                        | 0                        | 0                        | 8                     | 2                     | ?                     | ?                     | -                                     | -                                     | -                                     | -                                     | 10       | 2      | 0+          | 0+         |
| N. Petrilli   | 11                       | 3                        | 2                        | 0                        | 2                     | 0                     | ?                     | ?                     | 2                                     | 0                                     | 1                                     | 0                                     | 15       | 3      | 3+          | 0+         |
| M. Pomante    | 24                       | 2                        | 3                        | 1                        | 3                     | 1                     | ?                     | ?                     | 1                                     | 0                                     | 1                                     | 0                                     | 28       | 3      | 4+          | 1+         |
| S. Riccio     | 2                        | 0                        | 0                        | 0                        | 10                    | 0                     | ?                     | ?                     | 1                                     | 0                                     | 0                                     | 0                                     | 13       | 0      | 0+          | 0+         |
| F. Ripa       | 6                        | 0                        | 0                        | 0                        | 2                     | 0                     | ?                     | ?                     | -                                     | -                                     | -                                     | -                                     | 8        | 0      | 0+          | 0+         |
| P. Sardo      | 10                       | 0                        | 1                        | 0                        | 7                     | 0                     | ?                     | ?                     | 1                                     | 0                                     | 0                                     | 0                                     | 18       | 0      | 1+          | 0+         |
| M. Scalise    | 32                       | 0                        | 5                        | 2                        | 5                     | 0                     | ?                     | ?                     | 2                                     | 0                                     | 0                                     | 0                                     | 39       | 0      | 5+          | 2+         |
| A. Servi      | 6                        | 1                        | 1                        | 0                        | 7                     | 1                     | ?                     | ?                     | 1                                     | 0                                     | 0                                     | 0                                     | 14       | 2      | 1+          | 0+         |